# マッテオ・リパ

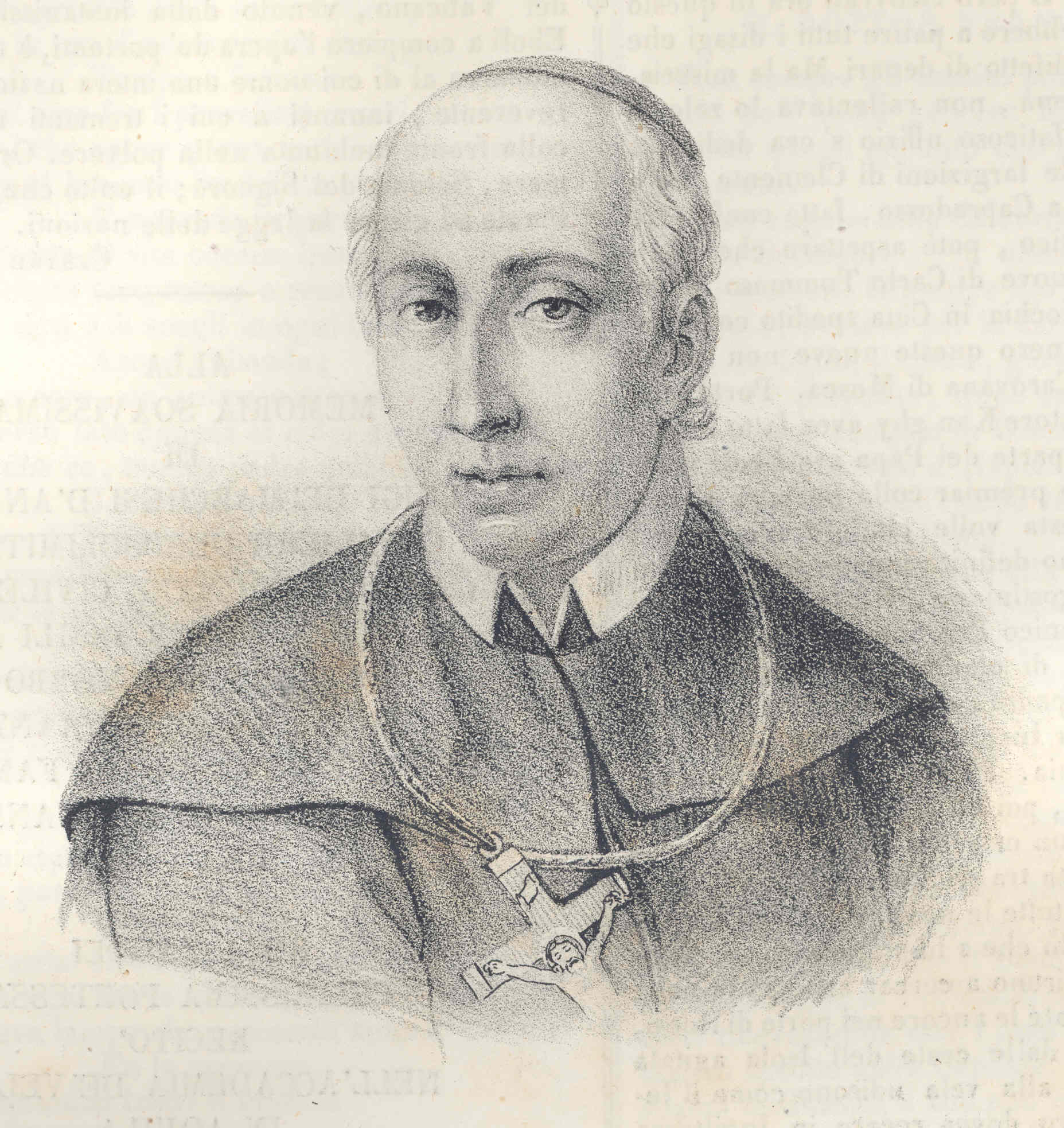

マッテオ・リパ（Matteo Ripa、1682年 - 1746年）は、イタリア人のカトリック司祭で、福音宣教省によって中国へ派遣され、康熙帝の宮廷に画家および銅版技術者として仕えた。
中国名は馬国賢(Mǎ Guóxián)。

## 略歴
リパはエーボリ（当時はスペイン領）に生まれ、1705年に司祭に叙階された。
その少し前、教皇クレメンス11世は中国でキリスト教徒が儒教の典礼に参加することを禁止するため、シャルル＝トマ・マヤール・ド・トゥルノンを使節として送りだした。教皇は1707年にトゥルノンを枢機卿にあげ、リパら5人にトゥルノンのための枢機卿の帽子を運ばせた。
リパの一行はイギリスの船に乗って1708年4月にロンドンを出発し、1709年6月にマニラに到着したが、そこからマカオに向かう船がなかった。一行はマニラで宣教師テオドリコ・ペドリーニ（本来はトゥルノンとともに中国へ行くはずだったが、大幅に遅れてまだマニラにとどまっていた）と合流した。ペドリーニを船長にしたて、小船で1710年1月にマカオに着いた。
その前にトゥルノンと康熙帝の会談は決裂し、トゥルノンはマカオに監禁されていた。一行はトゥルノンに会うことができたが、トゥルノンは同年6月に死亡した。
1711年、リパはペドリーニおよびファブリ（1714年没）とともに北京に行き、ペドリーニは音楽家、リパは画家、ファブリは数学者として康熙帝の宮中で働いた。
熱河の避暑山荘の風景を描いた『御製避暑山荘三十六景詩図』の銅版製作と印刷をリパは担当した。出来栄えに満足した康熙帝は、『皇輿全覧図』の銅版製作をも命じた。銅版は全50枚からなり、大英博物館に完全な形で現存している。20世紀はじめに瀋陽の故宮から41枚が発見され、それを『満漢合璧清内府一統輿地秘図』として1932年に出版したものがよく知られている。後にリパは避暑山荘の銅版画をヨーロッパに持ち帰った。この版画はウィリアム・ケントらの新しい庭園作りに影響したかもしれないという。
康熙帝が崩御した後、1723年末にリパは中国を去り、翌年ヨーロッパに帰りついた。リパの帰還の旅には4人の中国人キリスト教徒の若者が同行した。リパは中国人宣教師を養成するための学校をナポリに創立した。学校は1732年に中国学院(Collegio dei Cinesi)として正式に発足した。現在のナポリ東洋大学はこの中国学院から発達したものである。

## 著作
リパの自伝は1832年にナポリで出版され、全3巻からなる。リパのみならず当時の中国派遣宣教師について知る上でも重要な資料である。1844年に英語に抄訳されている。
- Storia della Fondazione della Congregazione e del Collegio de' Cinesi. Napoli: Tipografia Manfredi. (1832) (HathiTrust)
- Prandi, Fortunato (1855). Memoirs of Father Ripa (New ed.). London: John Murray

ほかに1996年にナポリ東洋大学から出版された『Giornale (1705-1724)』（2巻）がある。